# Drążek poprzeczny
Drążek poprzeczny – element układu kierowania pojazdem będący połączeniem przekładni kierowniczej z kołem pojazdu. Drążek przenosi siły poprzeczne pochodzące z przednich kół pojazdu.
Przykładem drążka poprzecznego jest drążek Panharda.